# Shameboy
Shameboy, pseudoniem van Luuk Paul Cox (geboren op 3 augustus 1972 te Kerkrade, Limburg) is een Nederlandse muziekproducer, muzikant en songwriter. Hij schreef en produceerde muziek voor onder andere Stromae, Loïc Nottet, Racoon, Emma Bale, Cattle & Cane, Arsenal, Innerspace Orchestra, Girls in Hawaii, Molly, Maaike Ouboter, Eva De Roovere, Tim Vanhamel, Mickey, Roscoe, Ostyn, Team William, Marco Z, Compact Disk Dummies. Luuk Cox heeft remixen gemaakt voor artiesten zoals will.i.am, Nicki Minaj en Booka Shade. 
Nadat hij naar België verhuisde, werd Luuk Cox drummer van Buscemi, een DJ producer en live performer van elektronische dans muziek met invloeden van Latino, House, Jazz, Afrobeat, Braziliaans en Drum & Bass. In 2004 creëerde Luuk Cox Shameboy, een elektronisch muziekproject geïnspireerd door Kraftwerk en Chemical Brothers. Shameboy is getekend bij het muzieklabel Sony Music Entertainment.

## Producties
- Team 8 - Loïc Nottet (2017)
- Emma Bale - Curaçao (2017)
- Racoon - Look Ahead and See the Distance (2017)
- Million Eyes - Loïc Nottet (2016)
- I'm Not Lost - Tom Frantzis (2016)
- Silver Souls - Compact Disk Dummies (2016)
- Rhythm Inside - Loïc Nottet (2015)
- En Hoe Het Dan Ook Weer Dag Wordt - Maaike Ouboter (2015)
- Mont Royal - Roscoe (2015)
- Drama - Team William (2015)
- Bibles EP - Bibles (2015)
- Smoke Behind The Sound - My Little Cheap Dictaphone (2014)
- No South On the South Pole - Ostyn (2014)
- Viert - Eva De Roovere (2013)
- Everest - Girls In Hawaii (2013)
- Ta fête - Stromae (2013)
- If You Go Away - Tout va bien (2013)
- The Ordinary Life Of Marco Z - Marco Z (2012)
- Pushing - Andy (2012)
- Fysl - Fysl (2011)
- Familiar Sounds - Buffoon (2010)
- Far Away Look - Krakow (2009)
- Hot Shot - NUDEX (2009)
- Raise Cain - Roadburg (2009)
- The Nicholsons - The Nicholsons (2009)
- High Speed Killer Ride - Waxdolls (2009)
- God Save The King - Marcus (2008)
- Nailpin Iii - Nailpin (2008)
- Sinner Songs - The Rones (2008)
- As The Heart Is - Krakow (2007)
- Bonfini - Lottergirls (2007)
- Nonsense & Crackwhores - The Rones (2007)
- Welcome To The Blue House - Tim Vanhamel (2007)
- Horns, Halos And Mobile Phones - Horns (2006)
- Outsides - Arsenal (2005)
- Before The Dawn - Anton Walgrave (2002)

## Remixen
- Peace Or Violence (Shameboy Remix) - Stromae (2013)
- Betamax (Shameboy Remix) - Big Black Delta (2012)
- Tomorrow Belongs To Us (Shameboy Remix) - Booka Shade (2012)
- Goodbye Elvis (Shameboy Remix) - Doc Trashz & Shameboy (2012)
- Morphosis (Shameboy Remix) - Shaved Monkeys (2012)
- Zefix (Shameboy Remix) - Bobble (2011)
- Here Comes (Shameboy Remix) - Foamo (2011)
- Poisson Vert (Shameboy Remix) - Nobody Beats The Drum &… (2011)
- The More That I Do (Shameboy Remix) - Sharam Jej (2011)
- Suave (Shameboy Remix) - Super Super (2011)
- Check It Out (Shameboy Remix) - WILL.I.AM., Nicki Minaj (2010)
- Nukes Of Hazard (Shameboy Remix) - Boemklatsch Ft. Mike Lord (2010)
- Transient (Shameboy Remix) - Clash The Disko Kids (2010)
- Deep Throat (Shameboy Remix) - Distrakkt (2010)
- Losing Control (Shameboy Remix) -Jaimie Fanatic (2010)
- Scream (Shameboy Remix) - Kelis (2010)
- Mario Is Under Acid (Shameboy Remix) - Mr Magnetik (2010)
- Out Of Control (Shameboy Remix) - S-File (2010)
- Strobot (Netsky Remix) - Netsky (2010)
- Alors On Danse (Shameboy Remix) - Stromae (2010)
- House'Llelujah (Shameboy Remix) - Stromae (2010)
- Peppermint (Shameboy Remix) - Plastic Operator (2008)
- Sahib Balkan (Shameboy Remix) - Buscemi (2007)
- Bonfini (Shameboy Remix) - Lottergirls (2007)

## Shameboy (als)
- Be With You - Shameboy (2015)
- All-in For You - Shameboy (2014)
- Trippin - Shameboy (2014)
- 808 State Of Mind - Shameboy (2010)
- At The Pyramid Marquee - Shameboy (2008)
- Heartcore - Shameboy (2007)
- Hi, Lo And In Between (2006)